# Zamarada indicata
Zamarada indicata är en fjärilsart som beskrevs av Fletcher 1974. Zamarada indicata ingår i släktet Zamarada och familjen mätare. Inga underarter finns listade i Catalogue of Life.